# オリオンファーム
株式会社オリオンファームとは、北海道沙流郡日高町字福満にある競走馬生産牧場および馬主（オーナーブリーダー）である。
2010年現在のオーナーはシンガポール在住の日本人実業家である大谷正嗣。場長の三浦啓一（みうら けいいち、1962年 - ）はオーナーズクラブである株式会社スターレーシングの代表も務めている。

## 歴史
2006年に三浦牧場富川育成場より独立し、25ヘクタールの敷地面積で開業。2008年に隣地の25ヘクタールを買収し、敷地面積が50ヘクタールになった。

## 主な所有馬
所有馬にはほかの馬主との共有馬が含まれており、共有を公表している馬主には村上卓史がいる。
- オノユウ[3]
- アンペア[3]
- エンジェルツイート[5]
- レイモニ
- アザワク
- エンリル
- アムクラージュ

## 主な生産馬
- レイモニ（リリーカップ）
- トーコーポセイドン（兵庫若駒賞、園田ジュニアカップ、MRO金賞）
- ホレミンサイヤ（留守杯日高賞）
- バブルガムダンサー（栄冠賞）
- ブライトブラック（ブリーダーズゴールドジュニアカップ）
- タイムトゥヘヴン（ダービー卿チャレンジトロフィー）
- セブンカラーズ（ゴールドウィング賞）

## 主な繋養馬

### 種牡馬
- ブレイクランアウト[1]

### 繁殖牝馬
- サイレントレガシー（スティンガーの姉）
- アーネストデザイア（フサイチアソートの母）
- サマータイムヴァル（アポロドルチェの母）
- キストゥヘヴン